# The Invisible Power (film 1914)
The Invisible Power è un film muto del 1914 diretto da George Melford.

## Trama
Lorenzo, un giocatore professionista proprietario di una sala da ballo, circuisce la giovane Mabel Whitney, portandola via alla sua famiglia. Qualche anno più tardi, la ragazza viene notata dal maggiore Dean, un medico militare che sta facendo degli esperimenti sulla telepatia. Dean utilizza i suoi poteri per cercare di sottrarre Mabel all'influenza nociva che Lorenzo ha su di lei. Un giorno, nella sala da ballo, una pallottola sfiora la ragazza, che perde la memoria. Dean ne approfitta per portarla a casa sua, dove le dice che lei è sua figlia. Lorenzo, però, non vuole perderla e cerca di ricondurla a lui. Ma i poteri di Dean sono superiori ai suoi e così riesce a proteggerla dalle manipolazioni dell'altro. Nel frattempo, Whitney, un sergente agli ordini di Dean, riconosce in Mabel la figlia perduta. Si scaglia contro il rapitore e, nella lotta che segue, Whitney e Lorenzo finiscono per uccidersi l'un l'altro. A dispetto del passato di Mabel, il tenente Sibley si dichiara alla ragazza che accetta di sposarlo.

## Produzione
Il film fu prodotto dalla Kalem Company.

## Distribuzione
Distribuito dalla General Film Company, il film - un mediometraggio in quattro bobine - uscì nelle sale statunitensi il 1º novembre 1914.
Non si conoscono copie ancora esistenti della pellicola che viene considerata presumibilmente perduta.